# Brachiaria nigropedata
Brachiaria nigropedata är en gräsart som först beskrevs av Franciso Manoel Carlos de Mello de Ficalho och William Philip Hiern, och fick sitt nu gällande namn av Otto Stapf. Brachiaria nigropedata ingår i släktet Brachiaria och familjen gräs. Inga underarter finns listade i Catalogue of Life.